# سرودی که به بهشت پرتاب شد
سرودی که به بهشت پرتاب شد (به انگلیسی: A Song Flung Up to Heaven) ششمین کتاب از سری خودزندگی‌نامه‌های نویسنده، مایا آنجلو، شاعر آمریکایی است. این کتاب، که بین سال‌های ۱۹۶۵ تا ۱۹۶۸ روایت می‌شود، با بازگشت آنجلو از غنا به ایالات متحده آغاز می‌شود و با نوشتن اولین خطوط خودزندگی‌نامه‌اش، «می‌دانم چرا پرنده در قفس آواز می‌خواند»، به پایان می‌رسد.
دو رویداد مهم، ترور مالکوم ایکس و مارتین لوتر کینگ جونیور، ابتدا و انتهای کتاب شامل می‌شود. در این کتاب آنجلو تجربیاتش از این دوران پرتلاطم و تأثیر آن‌ها بر زندگی شخصی و حرفه‌ای‌اش را به اشتراک می‌گذارد.

## سبک
آنجلو در این کتاب به چالش‌هایی که در ژانر خودزندگی‌نامه با آن روبرو شده بود می‌پردازد تا این ژانر را گسترش دهد. از نظر سبک و ژانر، آنجلو به چالش کشیدن ساختار معمول خودزندگی‌نامه را با نقد، تغییر، و گسترش ژانر ادامه می‌دهد و این کتاب هم مانند دیگر خودزندگی‌نامه‌هایش، نقدی مثبت دریافت کرده است.